# István Szívós (1920–1992)
István Szívós (ur. 20 sierpnia 1920 w Segedynie, zm. 22 czerwca 1992 w Budapeszcie) – węgierski piłkarz wodny. Wielokrotny medalista olimpijski.
Na igrzyskach startował trzy razy (1948–1956) i za każdym razem z drużyną waterpolistów sięgał po medale, w tym dwa złote. W 1956 wystąpił również w pływaniu na 200 metrów stylem klasycznym, lecz odpadł w eliminacjach. Był mistrzem Europy w 1954. W 1997 został przyjęty do International Swimming Hall of Fame.
Reprezentacyjnym waterpolistą z medalami olimpijskimi na koncie był także jego syn o tym samym imieniu.